# Ross Tong
Ross Stuart Tong (ur. 21 kwietnia 1961 w Wanganui) – nowozelandzki wioślarz, brązowy medalista olimpijski.

## Kariera
Wystąpił na igrzyskach olimpijskich w Los Angeles w 1984, gdzie osada Nowej Zelandii w składzie: Kevin Lawton, Don Symon, Barrie Mabbott, Ross Tong i Brett Hollister (sternik) zdobyła brązowy medal w czwórkach ze sternikiem. W finale A uplasowali się o 5,04 sekundy za osadą Wielkiej Brytanii i o 3,40 sekundy za osadą Stanów Zjednoczonych. Był to jego jedyny start olimpijski.
Był także czwarty w czwórkach bez sternika na mistrzostwach świata w Hazewinkel (1985), gdzie Nowozelandczycy przegrali walkę o podium z osadą NRD o 0,28 sekundy.
Po zakończeniu kariery pracował jako policjant, następnie był trenerem wioślarstwa.
Jego ojciec Allan także był wioślarzem i olimpijczykiem.